# ماساهيتو سوزوكي
ماساهيتو سوزوكي (باليابانية: 鈴木 正人) (مواليد 28 أبريل 1977)، هو لاعب كرة قدم ياباني سابق كان يلعب كحارس مرمى.

## وصلات خارجية
- ماساهيتو سوزوكي على موقع رابطة كرة القدم اليابانية للمحترفين (اليابانية)
- ماساهيتو سوزوكي على موقع Soccerway.com (الإنجليزية)
- ماساهيتو سوزوكي على موقع عالم كرة القدم.نت (الإنجليزية)